# Lewis Leigh Fermor

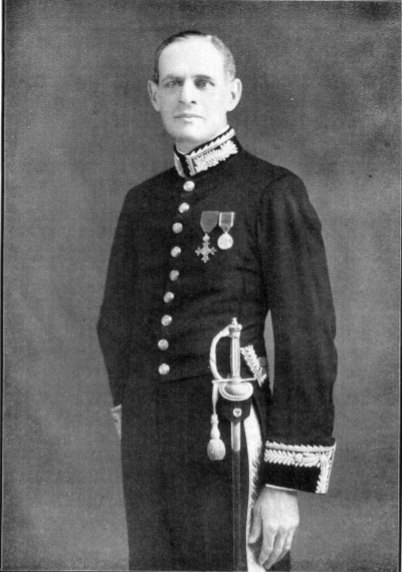
Lewis Leigh Fermor

Sir Lewis Leigh Fermor OBE FRS (* 18. September 1880 in Peckham; † 24. Mai 1954 in Horsell, Surrey) war ein britischer Geologe und der erste Präsident der Indian National Science Academy.
Lewis Leigh Fermor ist der Vater des Schriftstellers Patrick Leigh Fermor.

## Biografie
Lewis Leigh Fermor wurde in Peckham im Londoner Süden als Sohn eines Bankangestellten geboren. Er studierte an der Royal School of Mines Metallurgie, unterstützt durch ein Stipendium.
Er bewarb sich auf eine Stelle bei der Geological Survey of India und ging 1902 nach Indien. Er begründete die geologische Forschung in Indien. Seine Hauptforschungsgebiete waren das Archaikum sowie magmatisches und metamorphes Gestein. Er war Kurator der geologischen Sammlung des Indian Museum in Kalkutta.
1909 wurde er an der Universität London zum Doctor of Science promoviert. Er ist Erstbeschreiber des Minerals Hollandit im Jahr 1906. Das Mineral Fermorit, das er 1910 entdeckte, wurde nach ihm benannt. Er wurde 1910 Superintendent der Geological Survey. Nach seiner Niederlegung des Direktorenpostens bei der Geological Survey im Jahre 1935 arbeitete er weiterhin vor allem in Indien, besuchte aber auch Kenia und Südafrika.

## Ehrungen und Ämter
- Order of the British Empire für seine Verdienste um das Indian Railway Board und das Indian Munitions Board während des Ersten Weltkrieges.
- 1921 Bigsby Medal der Geological Society of London für seine Untersuchungen zu Granaten als geologischem Druckindikator.
- Gründungsmitglied des Mining and Geological Institute of India und im Jahre 1922 dessen Präsident.
- 1932 bis 1935 Direktor der Geological Survey of India.
- 1930 bis 1935 Treuhänder des Indian Museums in Kalkutta
- 1934 zum Fellow of the Royal Society (FRS).
- 1936 Knight Bachelor.[2]
- 1935 erster gewählte Präsident des National Institute of Sciences of India.
- 1945 Präsident der Bristol Naturalists’ Society
- 1945 bis 1947 Vizepräsident der Geological Society of London.